# Viktor Ryzjenkov
Viktor Ryzjenkov, född den 25 augusti 1966, är en uzbekisk före detta friidrottare som tävlade i stavhopp för Sovjetunionen.
Ryzjenkov deltog vid ett internationellt mästerskap nämligen Inomhus-VM 1991 i Sevilla då han blev silvermedaljör efter Sergej Bubka med ett hopp på 5,80.
Hans personliga rekord utomhus var 5,80 medan han inomhus hoppade 5,91 vid en tävling i San Sebastián.